# Paradacerla formicina
Paradacerla formicina är en insektsart som först beskrevs av Parshley 1921.  Paradacerla formicina ingår i släktet Paradacerla och familjen ängsskinnbaggar. Inga underarter finns listade i Catalogue of Life.